# Lothar Nordheim
Lothar Wolfgang Nordheim, né le 7 novembre 1899 à Munich et mort le 5 octobre 1985 à La Jolla, en Californie, est un physicien théoricien américain d'origine allemande. Il est à l'origine en 1928 de l'explication quantique de l'émission d'électrons par effet de champ (field emission).
D'origine juive, il quitte l'Allemagne en 1934, et travaille un temps avec Léon Brillouin au Collège de France, avant de rejoindre les États-Unis.

## Biographie
Nordheim prépara son doctorat (1923) sous la direction de Max Born à l’université de Göttingen et fut l'un des premiers à appliquer la mécanique quantique à la physique du solide (émission thermoïonique et énergie d'extraction  dans les métaux, effet tunnel dans l'émission de champ des électrons en 1928, redresseurs à jonctions métal-semiconducteur, résistance électrique des métaux et alliages). Il rédigea pour le Lehrbuch der Physik de Müller et Pouillet (Vieweg 1926–1929) deux articles de synthèse sur la théorie quantique du magnétisme et la conduction dans les métaux. Grâce à une bourse de la fondation Rockefeller, Nordheim fut privat-docent à Göttingen et professeur invité à Moscou. Au début des années 1930, il commença à s'impliquer dans la physique nucléaire, entre autres avec Hans Bethe sur la désintégration des mésons et appliqua la Théorie de Fermi relative à la désintégration bêta. Nommé (comme l'avait été avant lui son maître Born) assistant pour la physique théorique auprès de David Hilbert, il travailla à partir de 1928 avec John von Neumann à la formalisation mécanique de la mécanique quantique.
De confession juive, il fuit l'Allemagne aux États-Unis en passant par les Pays-Bas (où il était Lorentz Fellow) en 1934, et fut recruté par l’université Purdue, où il commença des recherches sur les rayons cosmiques, avec la collaboration épisodique de son épouse, la physicienne Gertrud Pöschl. En 1937 il se voyait offrir le poste de professeur à l’université Duke. Après l'entrée en guerre des États-Unis, il collabora au projet Manhattan, comme chef de département des laboratoires Clinton à Oak Ridge. De 1945 à 1947 il prit la tête du département de sciences physique de ce qui allait devenir Oak Ridge National Laboratory. En 1947 il reprit son enseignement à l'Université Duke, tout en conservant son activité de conseiller des laboratoires d'Oak Ridge et de Los Alamos. Après la disparition de sa femme (tuée dans un accident de voiture lors d'un séjour en Allemagne), Nordheim alla s'établir en Californie. En 1956, il fut recruté comme directeur du laboratoire John L. Hopkins chez General Atomics à San Diego. Il s'y consacra essentiellement au perfectionnement des réacteurs nucléaires. Depuis le début des années 1950, il avait émis les premières hypothèses sur le modèle en couches de l'atome (interaction spin-orbite, désintégration bêta).
Il a été récompensé des titres de docteur honoris causa de l’Institut de technologie de Karlsruhe (1951) et de l'université Purdue (1963).